# 스텐트

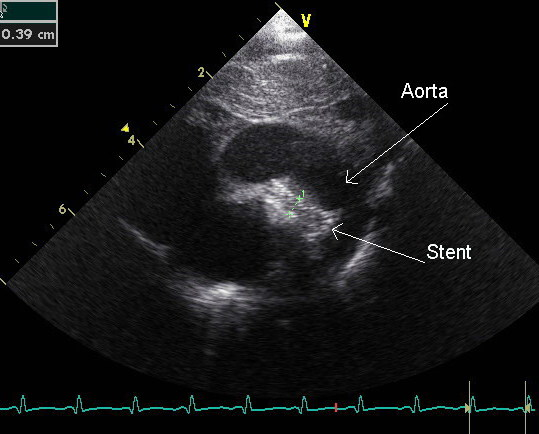

스텐트(stent, 내관, 덧대)는 혈관의 내강을 벌리는 기구이다.
스텐트는 통로를 열어두기 위해 해부학적 혈관이나 덕트의 루멘에 삽입되는 금속 또는 플라스틱 튜브이며 스텐트는 스텐트를 배치하는 것이다. 확장 가능한 관상동맥, 혈관 및 담도 스텐트부터 소변이 신장과 방광 사이를 흐르게 하는 간단한 플라스틱 스텐트에 이르기까지 다양한 용도로 다양한 스텐트가 사용된다. "스텐트"는 특히 죽상경화증과 같은 질병이 동맥과 같은 구조를 병리학적으로 좁힐 때 이러한 장치의 배치를 설명하는 동사로도 사용된다.
스텐트는 션트(Shunt)와 다르다. 션트는 이전에 연결되지 않았던 신체의 두 부분을 연결하여 그 사이에 액체가 흐를 수 있도록 하는 튜브이다. 스텐트와 션트는 유사한 재료로 만들 수 있지만 서로 다른 작업을 수행한다.

## 같이 보기
- 폴리 도뇨관
- 삽입관
- 카테터